# Alt Gr

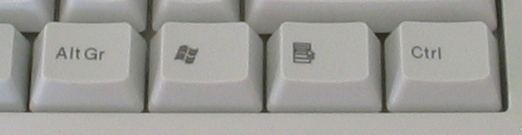
En molts teclat compatible amb IBM Tecla Alt Gr reemplaça la tecla Alt Dreta.

En un teclat informàtic la tecla AltGr, AltGr o Alt gr , és una tecla especial que es fa servir per escriure caràcters especials com ara gràfics, lletres accentuades o els símbols Monetaris que no solen estar presents en la distribució del teclat  . La tecla "Alt Gr" en un teclat compatible amb IBM reemplaça la tecla "Alt" dreta. En els teclats Mac OS X les dues tecles "Option" —n'hi ha un a cada banda de la barra d'espai— tenen funcions similars a les del "Alt Gr".
La tecla "Alt Gr" és comparable a la tecla de majúscules, que pot ser utilitzada en combinació amb una altra tecla per escriure un caràcter diferent, en general la versió majúscula d'una lletra. La "tecla shift", quan es fa servir en combinació amb la tecla "Alt Gr" pot crear un caràcter addicional. Per exemple, els sistemes de Microsoft Windows als Estats Units prement la teclaAlt+C produeix el símbol copyright, "©", mentre que la combinació Alt+⇧ Maj+C produeix el símbol centaus, "¢" (en X Windows els símbols s'obtenen amb diferents combinacions).

## Alt Gr Windows
En sistemes de Microsoft Windows la tecla "Alt Gr" permet la inclusió dels següents caràcters:
- AltGr+E→ €
- AltGr+º→ \
- AltGr+1→ |
- AltGr+2→ @
- AltGr+3→ #
- AltGr+4→ ~
- AltGr+5→ €
- AltGr+3→ ¬
- AltGr+`→[
- AltGr++→ ]
- AltGr+´→{
- AltGr+ç→ }